# Dead of Summer : Un été maudit
Dead of Summer : Un été maudit (Dead of Summer) est une série télévisée américaine en dix épisodes d'environ 42 minutes créée par Adam Horowitz, Edward Kitsis et Ian Goldberg, et diffusée entre le 28 juin 2016 et le 30 août 2016 sur Freeform et en simultané sur ABC Spark au Canada.
La série était prévue pour être une anthologie dans laquelle chaque saison aurait été indépendante et aurait disposé d'un début et d'une fin ainsi que de son propre univers/thème mais son annulation fait que uniquement une seule saison aura été produite.
En France, la série a été diffusée entre le 3 septembre 2018 et le 24 septembre 2018 sur Sérieclub et rediffusée entre le 31 août 2020 et le 28 septembre 2020 sur MCM. Elle reste à ce jour inédite dans tous les autres pays francophones.

## Synopsis
A la fin des années 1980, Deborah Carpenter décide de rouvrir le camp de vacances de son enfance, Stillwater, et s'apprête à accueillir les nouveaux vacanciers pour l'été. Mais lors de la soirée d'introduction des nouveaux animateurs, des événements étranges vont avoir lieu, prenant notamment pour cible la jeune Amy Hughes. Ce qui s'annonçait comme un été chaud et amusant va se transformer en cauchemar quand les secrets de la petite ville qui abrite le camp vont commencer à surgir dans la nuit...

## Distribution

### Acteurs principaux
- Elizabeth Mitchell (VF : Dominique Vallée) : Deb Carpenter
- Elizabeth Lail (VF : Emmylou Homs) : Amy Hughes
- Amber Coney (VF : Alice Taurand) : Carolina « Cricket » Diaz
- Alberto Frezza (VF : Benjamin Penamaria) : député Garrett « Townie » Sykes
- Eli Goree (VF : Namakan Koné) : Joel Goodson
- Mark Indelicato (VF : Paolo Domingo) : Blair Ramos
- Ronen Rubinstein (VF : Benjamin Gasquet) : Alex Powell / Alexi Fayvinov
- Zelda Williams (VF : Olivia Luccioni) : Drew Reeves / Andrea Dalton
- Paulina Singer (VF : Camille Donda) : Jessica « Jessie / Braces » Tyler

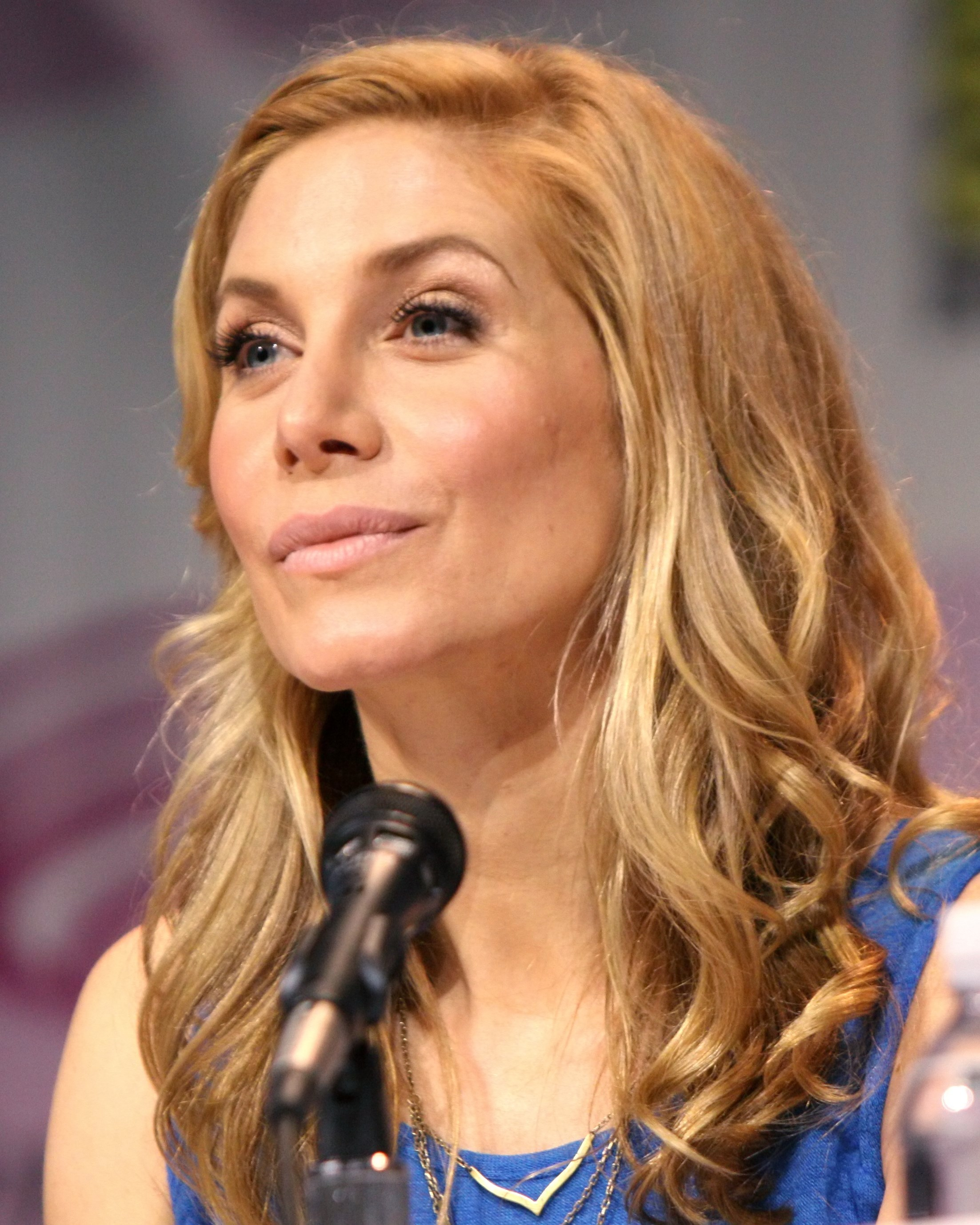
Elizabeth Mitchell interprète Deb.
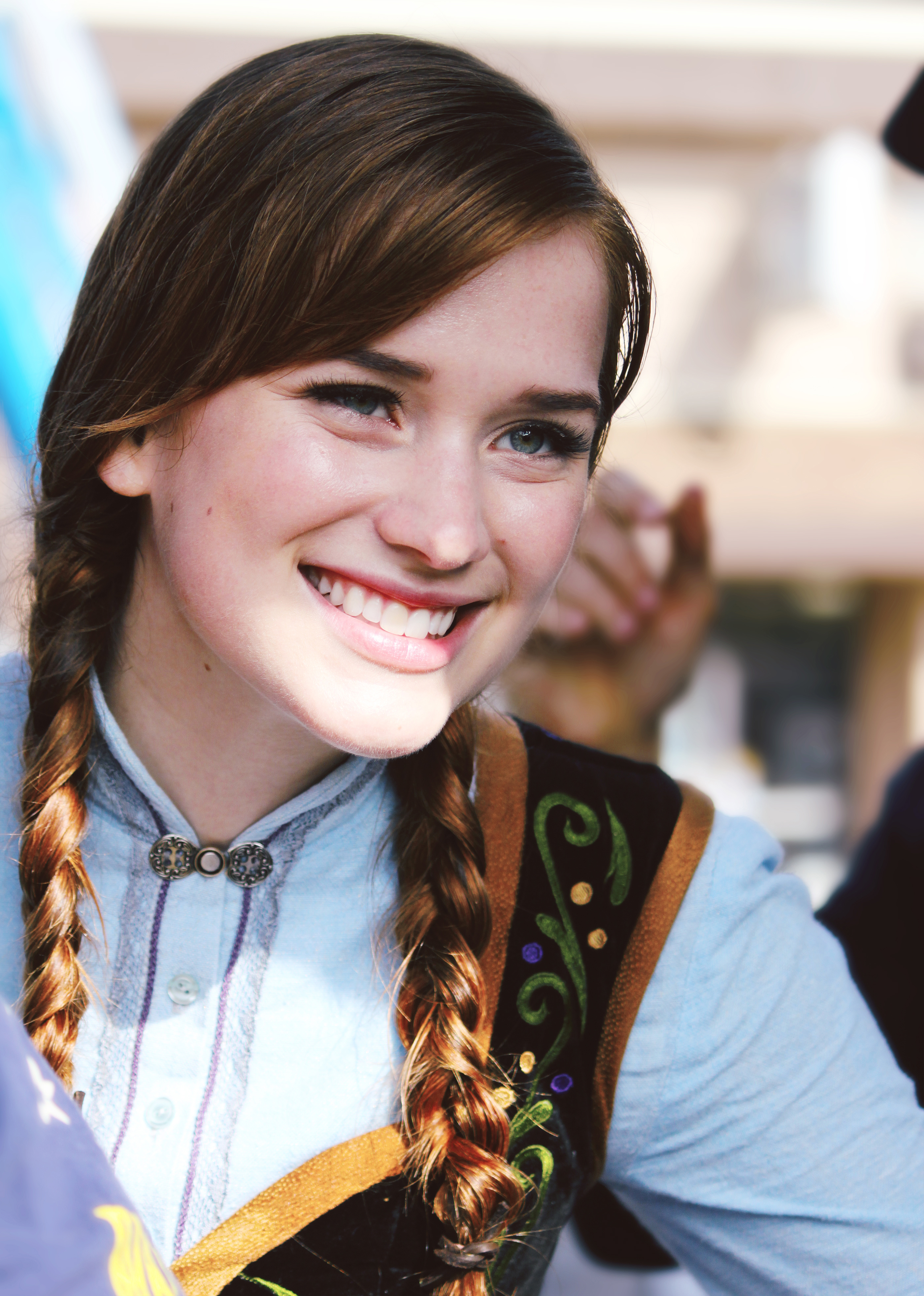
Elizabeth Lail interprète Amy.
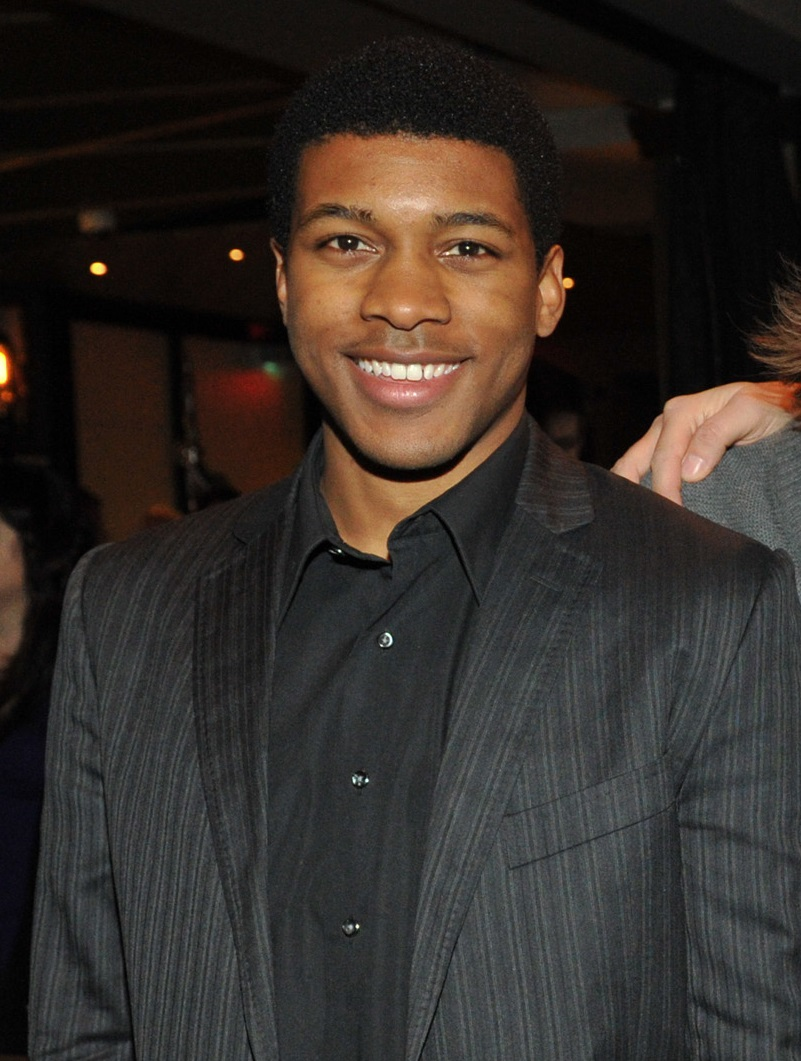
Eli Goree interprète Joel.
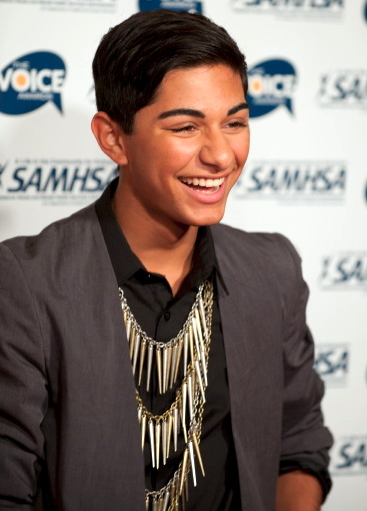
Mark Indelicato interprète Blair.
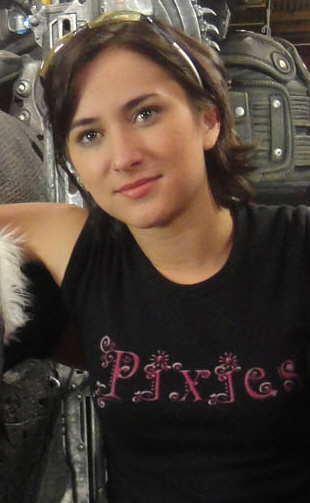
Zelda Williams interprète Drew.

### Acteurs récurrents
- Zachary Gordon (VF : Arthur Pestel) : Jason « Blotter » Cohen
- Charles Mesure (VF : Paul Borne) : shériff Boyd Heelan
- Tony Todd (VF : Thierry Desroses) : Holyoke « Le grand homme »
- Andrew James West (VF : Jean-François Cros) : Damon Crowley
- Donnie Cochrane (VF : Grégory Kristoforoff) : Parker
- Dylan Neal : Keith Jones
- Janet Kidder : Mrs. Sykes
- Allan Daniel Fisher : Anton Melnikov
- Sharon Leal (VF : Odile Schmitt) : Renee Tyler

- Doublage français :
  -  Source : DSD Doublage[5]

## Développement

### Production
En novembre 2015, ABC Family annonce avoir commandé directement la nouvelle série des créateurs de Once Upon a Time, sans passer par la case pilote, pour une diffusion sur Freeform, leurs nouvelle identité.
Quelques jours avant le lancement de la série, les créateurs annoncent que la première saison de la série aura un début et une fin car en cas de renouvellement, la série deviendrait une anthologie. Chaque saison serait indépendante et se déroulerait à une époque différente avec de nouveaux personnages et une nouvelle histoire.
Le 8 novembre 2016, Freeform annonce l'annulation de la série en raison des audiences décevantes.

### Casting
Le casting principal a eu lieu en janvier et février 2016, dans cet ordre : Mark Indelicato (Ugly Betty), Paulina Singer (Gotham), Ronen Rubenstein, Zelda Williams (Teen Wolf), Alberto Frezza (Charlie's Angels), Eli Goree (The 100), Amber Coney, Elizabeth Mitchell (Lost, Once Upon a Time) puis Elizabeth Lail (Once Upon a Time).
Après le début de la production, d'autres rôles ont été attribués à Zachary Gordon et Charles Mesure.

### Tournage
La production de la série a débuté le 21 mars 2016 à Vancouver en Colombie-Britannique au Canada.

## Épisodes
Ils ont été diffusés originellement entre le 28 juin 2016 et le 30 août 2016.
1. Bienvenue à Stillwater (Patience)
2. Le rêve américain (Barney Rubble Eyes)
3. Le vilain petit canard (Mix Tape)
4. Je suis un garçon (Modern Love)
5. Lune de sang (How to Stay Alive in the Woods)
6. Les clochards célestes (The Dharma Bums)
7. Mauvaise graine (Townie)
8. Malphas (The Devil Inside)
9. Le Mal incarné (Home Sweet Home)
10. L'Ange de la Mort (She Talks to Angels)